# Grupul plastic Criterion
Grupul plastic Criterion a fost o organizație artistică care s-a înființat în anul 1933 ca o extindere pe tărâmul artelor a activității pe care Asociația Criterion o desfășura deja în lumea literară bucureșteană.

## Scopul grupării
Gruparea plastică Criterion era o emulație a ideilor membrilor săi și de aceea văzută din exterior se prezenta ca o grupare foarte eclectică, chiar dacă asociația similară literară era constituită printr-o omogenitate de promovare a unui front de tendință avangardistă. Cum inițiatorii se regăseau printre fondatorii Grupării Contimporanul, aceștia încercau să-și ralieze tinere talente dintre cei ce erau promotorii unei arte mai apropiate de cea avansată de ei. Scopul Grupării Criterion apare definit în catalogul singurei manifestări expoziționale pe care a organizat-o în anul 1933. În acesta se spunea că membrii grupării doreau să arate publicului nivelul de top pe care arta avangardistă românească trebuia să-l atingă.
Dintre cei cincisprezece fondatori - Cornelia Daniel, Lucia Demetriade-Bălăcescu, Micaela Eleutheriade, Merica Râmniceanu, Milița Petrașcu, Margareta Sterian și artiștii Henri Catargi, Mac Constantinescu, Henri Daniel, Ion Jalea, Ionescu Sin, Marcel Iancu, Max Herman Maxy, Corneliu Mihăilescu și Petre Iorgulescu-Yor, nu au expus decât zece, lipsind Lucia Demetriade-Bălăcescu, Merica Râmniceanu, Milița Petrașcu, Mac Constantinescu și Ion Jalea. Au fost prezente 133 de lucrări, cele mai multe fiind semnate de Corneliu Mihăilescu, Marcel Iancu și Petre Iorgulescu-Yor. Expoziția a fost deschisă la Sala Dalles, ea ocupând importante spații în cronica artistică a presei din acel an. Majoritatea opiniilor vehiculate în presă erau ostile inițiatorilor grupului. Insuccesul expoziției a dus inevitabil la desființarea rapidă a societății. În anul 1934, cu o componență aproape identică s-a deschis o expoziție a Grupului plastic 1934.